# Hooghouden

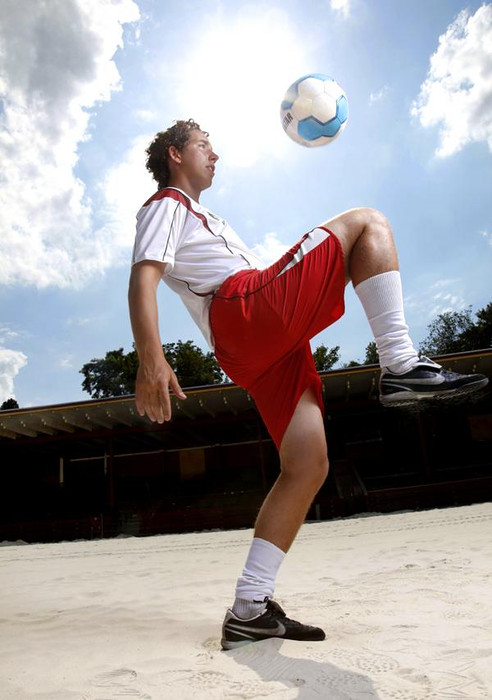

Hooghouden is een spel of oefening waarbij de speler een voetbal een tijd, meestal veel keer van lichaamsdelen laat stuiten zonder dat de bal tussentijds de grond raakt. De bal mag overal mee worden hooggehouden, behalve met het lichaamsgedeelte van schouder tot vinger. De bal kan dus op de wreef van de voet, de knie, de borst, de schouders of het hoofd worden genomen. Het kan in de plaats met een voetbal ook met een hacky sack worden gespeeld.